# Turnix everetti
Turnix everetti là một loài chim trong họ Turnicidae.